# هیو کازاوا
هیو کازاوا (ژاپنی: 賀澤 陽友؛ زادهٔ ۱۸ آوریل ۲۰۰۱) یک بازیکن فوتبال اهل ژاپن است.
از باشگاه‌هایی که در آن بازی کرده‌است می‌توان به باشگاه فوتبال فوکوشیما یونایتد اشاره کرد.